# Gienje

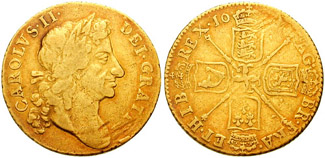
Gienje met afbeelding van Karel II van Engeland

De gienje of guinje (Engels: guinea) is een oude Engelse munt, ter waarde van 21 shilling, dus 5% meer waard dan het Britse pond sterling, dat onderverdeeld was in 20 shilling. De naam is afkomstig van het uit Guinee afkomstige goud waarvan de eerste munten geslagen werden.
De prijs van kostbare aankopen werd vaak in gienjes opgegeven in plaats van ponden. Het was de eerste machinaal geslagen gouden munt in het koninkrijk Engeland, in 1663. In die tijd was de waarde van de munt nog gerelateerd aan het goudgewicht ervan en deze fluctueerde in de jaren daarna in opwaartse richting van de nominale oorspronkelijke waarde van 1 pond.
In december 1717 werd de waarde van de gienje bij (Brits) Koninklijk Besluit door George I op 21 shilling gesteld. In 1816 werd de gienje als hoofdmunt vervangen door het pond sterling; tot de overgang naar het decimale muntstelsel in 1971 werd de gienje nog vaak gebruikt om de waarde van goederen met een aristocratische connotatie aan te duiden, zoals honoraria van artsen en advocaten, de prijs van land, paarden en schilderijen.

## Trivia
Er wordt beweerd dat de naam guinea pig (Guinees biggetje of cavia) hiervan afgeleid zijn; het diertje zou 1 gienje gekost hebben. Deze verklaring is echter niet houdbaar aangezien die naam dateert van voor de eerste gienje.